# Prunus stacei
Prunus stacei är en rosväxtart som beskrevs av J.J. Wójcicki. Prunus stacei ingår i släktet prunusar, och familjen rosväxter. Inga underarter finns listade i Catalogue of Life.